# باترفينغر
باترفينغر (بالإنجليزية: Butterfinger)‏ هو قالب شوكولاتة يصنع من قبل شركة فيريرا كاندي كومباني، وهي شركة تابعة لشركة فيريرو. يتكون لوح الشوكولاتة بطبقة من زبدة الفول السوداني المقرمشة المغطاة بالشوكولاتة.
في عام 2010 مبيعاتها بلغت 598 مليون دولار، أصبحت باترفينغر ذات شعبية متزايدة وتم تصنيفها عادةً في المرتبة الحادية عشر كأثر لوح شوكولاتة شعبيًا في سوق حلويات الشوكولاتة بالولايات المتحدة وبلغت قيمة مبيعاتها بـ 17.68 مليار دولار بين عامي 2007 و 2010.
في يناير 2018، أعلنت شركة نستله عن خطط لبيع أكثر من عشرين علامة تجارية للحلويات في الولايات المتحدة (بما في ذلك باترفينغر) إلى شركة فيريرو الإيطالية مقابل 2.8 مليار دولار. تم الانتهاء من هذه الصفقة في مارس 2018، وتم دمج العلامات التجارية المكتسبة حديثًا في عمليات شركة فيريرا كاندي.

## روابط خارجية
- موقع باترفينغر الإلكتروني
- معلومات عن باترفينغر